# Массури
Массури или Мусурие (англ. Mussoorie, дев. मसूरी, IAST: Masūrī) — город в индийском штате Уттаракханд в округе Дехрадун. Является популярной горной станцией, расположенной у подножия Гималаев в 34 километрах от административного центра округа Дехрадун — города Дехрадуна. Средняя высота над уровнем моря — 1826 метров. По данным всеиндийской переписи 2001 года, в Массури проживало 26 069 человек.
История Массури началась в 1826 году, когда офицер британской армии построил на этом месте охотничий домик. В 1832 году в Массури появился особняк Джорджа Эвереста, который в то время был главным геодезистом Индии. К концу XIX века, Массури превратился в популярную горную станцию, население которой в летнее время доходило до 15 000 человек.